# Pantomallus
Pantomallus is een kevergeslacht uit de familie van de boktorren (Cerambycidae). De wetenschappelijke naam van het geslacht werd voor het eerst geldig gepubliceerd in 1869 door Lacordaire.

## Soorten
Pantomallus omvat de volgende soorten:
- Pantomallus costulatus (Bates, 1870)
- Pantomallus fuligineus Bates, 1872
- Pantomallus martinezi Martins & Galileo, 2002
- Pantomallus morosus (Audinet-Serville, 1834)
- Pantomallus pallidus Aurivillius, 1924
- Pantomallus piruatinga Martins, 1997
- Pantomallus proletarius (Erichson, 1847)
- Pantomallus reclusus (Martins, 1981)
- Pantomallus rugosus Martins & Galileo, 2005
- Pantomallus titinga Galileo & Martins, 2004
- Pantomallus tristis (Blanchard, 1847)